# O Mercantil
O Mercantil foi um jornal brasileiro que circulou em Porto Alegre entre 1º de dezembro de 1849 e 1865.
Dirigido sucessivamente por João José de Farias Vilasboas, a partir de 1851 por José Cândido Gomes, e depois de 1860 por Félix da Cunha. Destacou-se a publicação da série Crônicas de Porto Alegre, em forma de folhetim semanal, de José Cândido Gomes, com o pseudônimo O Estudante.
Uma década depois de seu fechamento surgiu um jornal homônimo, também em Porto Alegre: O Mercantil, fundado por João Câncio Gomes.